# بوگولیوبوفکا
بوگولیوبوفکا (انگلیسی: Bogolyubovka) یک شهرک در شهرستان بیژبولیاکسکی باشقیرستان کشور روسیه است.